# Teichopoios
Il teichopoios (in greco antico: τειχοποιός?, teichopoiós, "costruttore di mura o forti") nell'antica Atene era il magistrato incaricato di far costruire e riparare le costruzioni pubbliche. Ad Atene, infatti, le mura e le fortificazioni ricoprivano un ruolo importantissimo, specialmente le lunghe mura, che collegavano il centro della città alta col Pireo, quindi per mantenerle in buono stato venivano spese ingenti quantità di denaro. 
I dieci teichopoioi, uno per tribù, venivano probabilmente eletti per alzata di mano e restavano in carica un anno. Erano tra i magistrati più importanti ed Eschine li chiama ἐπιστάται τοῦ μεγίστου τῶν ἔργων, cioè "custodi del più grande dei lavori". Avevano a loro disposizione dei fondi propri, amministrati da un proprio tesoriere (in greco antico: ταμίας?, tamías). Come gli altri magistrati, erano obbligati a rendere conto dell'utilizzo dei loro fondi e del loro comportamento in generale. 
Nel IV secolo a.C. questa magistratura fu tenuta maggiormente in considerazione dal momento che venne ricoperta per un anno (337 a.C.) da Demostene, al quale, mentre era teichopoios, Ctesifonte sostenne si dovesse conferire una corona prima che rendesse conto, secondo quanto prescriveva la legge, del suo operato. In questa occasione Eschine intentò a Ctesifonte una graphe paranomon e pronunciò contro di lui la Contro Ctesifonte, ma il processo si concluse coll'assoluzione di Ctesifonte, difeso da Demostene coll'orazione Per la corona.